# Alessandro Mussolini
Alessandro Mussolini (Montemaggiore di Predappio, 11 de novembro de 1854 — Forlì, 19 de novembro de 1910) foi o pai do fundador e líder do movimento fascista italiano, Benito Mussolini. Ele foi um ativista socialista e revolucionário italiano com simpatias nacionalistas. Mussolini era um ferreiro de profissão;  sendo casado com Rosa Maltoni, uma professora, que se tornou a mãe de Benito Mussolini.
Alessandro exerceu considerável influência sobre as primeiras crenças políticas de seu filho, Benito, inclusive batizando seu filho de Benito Amilcare Andrea Mussolini em honra a três líderes socialistas: Benito Juárez, Amilcare Cipriani e Andrea Costa

## Vida pessoal

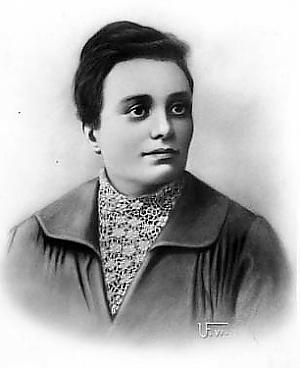
Rosa Maltoni.

Em 25 de janeiro de 1882, Alessandro se casou com Rosa Maltoni, uma professora e devotada católica romana. Ao contrário de sua esposa, Mussolini não acreditava em Deus e odiava a Igreja Católica Romana, mas isso não influenciou em seu relacionamento. O  pai de Maltoni não aprovou o casamento.
Em 1883, Maltoni deu à luz seu primeiro filho, Benito Mussolini. Benito ajudava seu pai na forja, onde Alessandro Mussolini trabalhava como ferreiro. Mussolini e seu filho Benito eram próximos, e ele ensinou a seu filho sobre os líderes revolucionários que  admirava, como Karl Marx.
Alessandro experimentou uma série de problemas pessoais; teve dificuldade em encontrar emprego e se tornou um alcoólatra.

## Ativismo político e pontos de vista
Alessandro entrou para a política em 1873 com a idade de 19 como um militante revolucionário socialista. Em 1874, Mussolini participou de distúrbios políticos em Predappio. Tornou-se membro do governo local e era conhecido pelas autoridades pela controvérsia e pela violência política contra os adversários. Mussolini era mal-humorado em relação a seus adversários e, em 1878, a polícia o advertiu para que parasse de ameaçar seus adversários com a destruição de suas propriedades. Foi preso no mesmo ano por suspeitas de participar em atividades revolucionárias e permaneceu em prisão domiciliar até que as autoridades o libertaram em 1882 para que pudesse participar de seu casamento com Rosa Maltoni.
Alessandro acreditava que o governo deveria controlar o modo de produção, que as condições de trabalho precisavam ser melhoradas, e apoiava a criação de uma sociedade dirigida pela classe trabalhadora.
Alessandro possuía sentimentos nacionalistas e admirava figuras italianas com tendências socialistas e humanistas como Carlo Pisacane, Giuseppe Mazzini, e Giuseppe Garibaldi. A visão política de Alessandro Mussolini combinava os pontos de vista de figuras anarquistas como Carlo Cafiero e Mikhail Bakunin, o autoritarismo militar de Garibaldi, e o nacionalismo de Mazzini. 